# Michel Roux Vollon
Michel Roux Vollon, italianizzato in Michele Roux Vollon (Saint-Jean-de-Belleville, 14 novembre 1808 – 4 luglio 1878), è stato un politico francese.

## Biografia
Fu deputato del Regno di Sardegna nella IV legislatura, eletto nel collegio di Moûtiers.